# Шурахбил ибн Хасана
Абу Абд Алах Шухрабил ибн Хасана (571 или 573–639) је био рани исламски преобраћеник, сахаба (пратилац исламског проповедника Мухамеда) и кључни заповедник рашидунске војске током муслиманског освајања Леванта.

## Младост
Шурахбилов отац је био извесни Абд Алах ибн Мутах, који је био члан арапског племена Кинда. Шурахбил је добио име по мајци Хасани. Кроз касније бракове своје мајке, био је повезан са курејшким клановима Зухре и Xумах из Меке. Шурахбил је био рани преобраћеник у ислам и убраја се међу сахабах (сапутници) исламског пророка Мухамеда. Он је био део друге муслиманске миграције у Абисинију из Меке да би избегао прогон паганског племена Курејша.

## Војна каријера

### Битке за Мухамедовог живота и Ратови Рида
Шурахбил је касније учествовао у упадима против паганских Арапа током живота Мухамеда. Након Мухамедове смрти 632. године, многа арапска племена која су прихватила ислам напустила су веру и побегла из Муслиманске државе. Ратове Риде је касиније покренуо широм Арабије калиф Ебу Бекр (р. 632-634) како би потчинио та племена. Током тих ратова, Шурахбил се борио на муслиманској страни као заменик војсковође Халида ибн ел Валида у походу у Акраби или Јамамау у средишњем Наџду.

### Освајање Леванта
Након муслиманске победе у ратовима Рида, Шурахбил је именован за заповедника једне од четири муслиманске војске послане да освоје Левант од Византијског царства и његових арапских хришћанских савезника. Шурахбилова војска бројала је 7000 људи, а њена зона операција одговарала је територији Палестина Секунде. Постоје оскудне појединости о Шурахбиловим походима. Према историјама Ибн Исхака и ел Вакидија, Шурахбил је био присутан током опсаде Босре, коју је предводио Халид ибн ел Валид у мају 634. године.Био је то први велики сиријски град који су освојили муслимани.
Касније, у јулу, Шурахбил је служио као заменик Амр Ибн ел Аса у одлучној победи против Византинаца у бици код Аџнадајна, где су такође забележени значајни губици муслимана, између Рамле и Бет Џибрина. Муслимани су очигледно прогонили Византијце на север и поразили их у бици код Фахла у децембру 634 / јануар 635, где је Шурахбил такође био заменик војсковође. Према историчару из 8. века Сајфу ибну Омеру, Абу Убајда је напустио Шурахбила и Ибн ел Аса, који је био задужен за Фахлу (Пела), и наставили су да опседају Бајсан који се на крају након неколико дана предао након мањих сукоба. Шурахбил је вероватно командовао и одиграо главну улогу у хватању муслимана у Гераси (Џераш) и на подручју Голана између краја 634. и почетка 635. година.
Након што је византијска војска под царем Ираклијем била упућена у битку код Јармука, Шурахбил је био задужен за освајање северне Палестине. То је постигао са изузетком Цезареје, коју су касније заузели други муслимански генерали након опсаде која је трајала неколико година.

## Смрт
Шурахбил је умро 639. од куге у Амвасији у централној Палестини заједно са још једним од четири главна муслиманска команданта, Јазида ибн Аби Суфјана. Према историчару ел-Баладурију из 9. века, био је стар 69 година, док је историчар из 13. века Ибн ел Атир написао да је умро у 67. години живота.